# Uhličitan kobaltnatý
Uhličitan kobaltnatý je anorganická sloučenina se vzorcem CoCO3. Tato načervenalá paramagnetická pevná látka je meziproduktem při hydrometalurgickém čištění kobaltu z jeho rud. Jedná se o anorganický pigment a prekurzor katalyzátorů. Uhličitan kobaltnatý se vyskytuje také jako vzácný červenorůžový minerál sférokobaltit.

## Příprava a struktura
Připravuje se srážením roztoků síranu nebo dusičnanu kobaltnatého hydrogenuhličitanem sodným:
CoSO4 + 2 NaHCO3 → CoCO3 + Na2SO4 + H2O + CO2
Tato reakce se používá při srážení kobaltu z extraktu jeho pražených rud.
Má strukturu podobnou kalcitu a obsahuje oktaedricky koordinovaný kobalt.

## Reakce
Stejně jako většina uhličitanů přechodných kovů je uhličitan kobaltnatý nerozpustný ve vodě, ale snadno podléhá působení minerálních kyselin:
CoCO3 + 2 HCl + 5H2O → [Co(H2O)6]Cl2 + CO2
Používá se k přípravě mnoha komplexních sloučenin. Reakcí uhličitanu kobaltnatého a acetylacetonu v přítomnosti peroxidu vodíku vzniká acetylacetonát kobaltitý.
Zahřívání uhličitanu probíhá způsobem typickým pro kalcinaci s tím rozdílem, že se produkt částečně oxiduje:
6 CoCO3 + O2 → 2 Co3O4 + 6 CO2
Vzniklý Co3O4 se při vysokých teplotách reverzibilně mění na CoO.

## Využití
Uhličitan kobaltnatý je prekurzorem oktakarbonylu dikobaltu a různých kobaltových solí. Je součástí doplňků stravy, protože kobalt je esenciální prvek. Je prekurzorem modrých keramických glazur.

## Příbuzné sloučeniny
Jsou známy nejméně dva hydroxidy uhličitanu kobaltnatého: Co2(CO3)(OH)2 a Co6(CO3)2(OH)8·H2O.
Středně vzácný sférokobaltit je přírodní forma uhličitanu kobaltnatého, přičemž dobré vzorky pocházejí zejména z Konžské republiky. „Kobaltokalcit“ je odrůda kobaltnatého kalcitu, která je svým habitem dosti podobná sférokobalcitu.

## Bezpečnost
Toxicita byla pozorována jen zřídka. Zvířata včetně lidí potřebují stopová množství kobaltu, který je součástí vitamínu B12.